# Mosquete Augustin 1842
O Mosquete Augustin Modelo 1842 foi um mosquete austríaco usado em meados do século XIX. Foi usado em várias guerras europeias e também na Guerra Civil Americana.

## Visão geral
A principal característica do Augustin Modelo 1842 que o distinguia dos demais mosquetes, era o fato dele usar o mecanismo de ação de "percussão por tubo" inventado por Joseph Manton.
O sistema de  "percussão por tubo" foi desenvolvido para o Exército do Império de Habsburgo, e na época foi uma decisão lógica e econômica.
Em meados do século XIX, os mosquetes usados pelo Exército do Império de Habsburgo eram baseados no "Modelo 1798" tido como uma das melhores cópias/evoluções do histórico Mosquete 1777. Em 1807, Alexander John Forsyth, inventou um sistema de ignição melhor e mais confiável, o de "scent bottle" (frasco de perfume) (um pequeno recipiente em forma de barril continha o componente explosivo), e no mesmo período, o sistema de espoleta de percussão foi patenteado por vários inventores em vários países.
Esse novo sistema tinha muitas vantagens sobre o mecanismo de pederneira usado até então, e nesse período. No entanto, havia uma grande quantidade de mosquetes de pederneira. Entre Marinha e Exército, o Império de Habsburgo possuia cerca de 800.000 mosquetes de pederneira. Foi quando em 1831 um oficial de Milão, Giuseppe Console patenteou seu sistema "Console", que consistia de um pedaço de palha coberto com uma mistura de pólvora com clorato de potássio, a modificação necessária era simples: o cão passava a ter a "cabeça" em forma de martelo em vez do formato de pinça, pois a pedra de sílex que não era mais necessária, assim como a chapa de fricção. Ao acionar o gatilho, o cão "martelava" o pedaço de palha com o composto combustível gerando a ignição.
Essa modificação simples, começou a ser testada em escala em 1833, logo o pedaço de palha com a mistura explosiva foi inserido num pequeno tubo de latão a ser trocado a cada disparo, e em 1835, Console foi chamado a Viena e convidado a converter todas as armas do Arsenal para o seu sistema. Os testes foram bem sucedidos e o processo de conversão gerou o mosquete M1807/35. A título de comparação, enquanto um soldado armado conseguia efetuar 5 disparos no sistema de pederneira tradicional, no sistema Console ele conseguia efetuar 12 disparos no mesmo período. Foi criado um comitê para examinar a possibilidade de converter todas as armas do Exército para esse sistema. Um dos membros desse comitê era Vincenz von Augustin.

## As contribuições de Augustin
As contribuições de Augustin no processo evolutivo do sistema, foram muitas e importantes, no entanto, acabaram inviabilizando o aproveitamento dos mecanismos de ação antigos. Devido às exigências de precisão do novo sistema, ele teve que redesenhar todo o mecanismo de percussão. Com isso, o índice de falhas nos disparos, caiu de 10 para 6%.
Augustin também redesenhou o cartucho de papel de Console, simplificando o processo de manufatura passando a usar apenas uma bucha entre a pólvora e a bala, e reposicionando o tubo/espoleta, o que também melhorava o desempenho do atirador no processo de recarregamento. Mais adiante, Augustin também substituiu o composto de ignição, passando a usar fulminato de mercúrio.
O cartucho de mosquete original padrão continha uma bala redonda de chumbo puro prensado de 24 gramas (370 grãos) e 15,9 milímetros (0,626 polegadas) de diâmetro e cerca de 7,2 gramas (111 grãos) de pólvora negra. O projétil, uma vez disparado, tinha uma velocidade de saída de 420-430 m/s.

## Guerras
Esses foram os conflitos nos quais o Augustin Modelo 1842 foi utilizado:
- Lutas de fronteira contra a Bósnia 1845[2]
- Levante da Cracóvia
- Revoluções de 1848 no Império Austríaco
- Revolução Baden
- Primeira Guerra de Independência Italiana
- Revoluções de 1848 nos Estados alemães
- Revolução húngara de 1848
- Levante de Praga de 1848
- Levante Eslovaco de 1848–49
- Levante de Viena
- Crise de novembro de 1850[3]
- Levante em Parma 1854[4]
- Ocupação dos Principados Danubianos 1855–1857
- Segunda Guerra de Independência Italiana
- Guerra Civil Americana
- Segunda intervenção francesa no México
- Revolta de Janeiro (1863–1864)[5][6][7]
- Terceira Guerra de Independência Italiana